# Ivo Iaconi
Ivo Iaconi (Teramo, 11 marzo 1956) è un allenatore di calcio ed ex calciatore italiano, di ruolo difensore.

## Carriera

### Giocatore

Iaconi, capitano del Giulianova, e lo juventino Cabrini nell'amichevole del 15 giugno 1989.

Esordì in Serie C negli anni settanta, con la maglia del Giulianova, squadra della sua città. Giocò nel ruolo di libero. Vestì le maglie della Fermana, del Carpi e del Francavilla, squadra con la quale vinse un torneo di Serie C2. Tornò al Giulianova, all'inizio degli anni ottanta diventando una bandiera della squadra giallorossa per dieci anni e indossando per diverse stagioni la fascia di capitano.

### Allenatore
Nel 1992 lasciò il calcio giocato, dopo la retrocessione dalla C2 al CND del suo Giulianova. Per due stagioni allenò la Sambenedettese in Serie C1, dove suo fratello Andrea era il direttore sportivo. Nel 1994 ricominciò dal CND alla guida del Taranto. Vinse il campionato, ma l'anno dopo ('95-'96) in serie C2 fu esonerato. Nonostante il licenziamento, la stagione successiva saltò in C1 al Trapani, ma retrocesse.
Le stagioni poco positive, dovute anche all'inesperienza, contribuirono alla sua crescita professionale e infatti iniziò a collezionare promozioni. Con la Fermana (C1) si salvò il primo anno, al secondo arrivò primo traghettando la società marchigiana per la prima volta in Serie B. Il successo, bello ed inaspettato, ebbe un epilogo amaro: nei cadetti la squadra retrocesse e passò al Catania, in C1, qui viene esonerato per ben due volte e in entrambi i casi rimpiazzato da Vincenzo Guerini.
Dopo un anno di riflessione venne ingaggiato dal Pescara dove era direttore sportivo il fratello Andrea. In due anni riportò la squadra in serie B, ma nei cadetti la sorte gli fu avversa: dopo una metà stagione di buon livello, la situazione precipitò e Iaconi venne esonerato. A febbraio del 2005 guidò il Pisa (C1) per pochi mesi. A giugno 2005 accettò la panchina del Frosinone.
La squadra ciociara, reduce da una stagione di C1 culminata con l'eliminazione nella semifinale play-off contro il Mantova, puntava al salto in serie B. Il presidente Maurizio Stirpe lo accontentò in sede di campagna-acquisti prendendo calciatori esperti come Anaclerio, Fialdini, Bellè, Ginestra, Antonioli, Perra ecc. Il primo posto andò al Napoli di Edy Reja: Iaconi, in ogni caso, affronta nuovamente i play-off con esito positivo, conquistando la prima storica promozione fra i cadetti per il Frosinone proprio grazie alla vittoria negli spareggi.
Nella stagione 2006-2007, Iaconi è riconfermato in Serie B alla guida del Frosinone. Con la squadra frusinate Iaconi affronta un campionato con squadre eccellenti (Juventus, Napoli, Genoa, Bologna, Brescia etc.) concludendo il campionato con una salvezza a 50 punti, conseguita con un turno d'anticipo grazie alla vittoria per 2-0 sull'AlbinoLeffe.

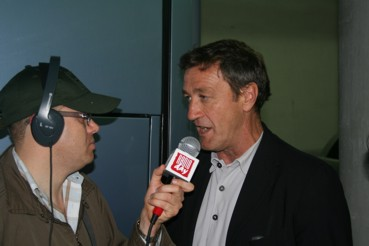
Iaconi intervistato durante il suo periodo al Frosinone

Nel giugno del 2007 ha firmato un contratto con la società neo-retrocessa dalla A dell'Ascoli. Dopo questa stagione, in cui si piazza all'ottavo posto in classifica in Serie B ottenendo 62 punti con la squadra marchigiana e sfiorando i play-off, nel luglio del 2008 firma un contratto per la stagione 2008-2009 con la Cremonese, società di Prima Divisione, ma viene esonerato dopo la 16ª giornata di andata. Viene ingaggiato in sostituzione di Walter Novellino sulla panchina della Reggina, in serie B, il 24 ottobre 2009, ed a sua volta esonerato il giorno 8 febbraio 2010.
Il 19 luglio 2010 viene ingaggiato dalla Triestina (serie B) per la stagione calcistica 2010-2011. Il 23 dicembre viene esonerato in seguito a una serie di risultati negativi e l'ultimo posto in classifica. Il 20 febbraio 2013 viene ingaggiato dalla Carrarese in Lega Pro 1ª div., in sostituzione di Nello Di Costanzo. Tuttavia non riesce a evitare la retrocessione della Carrarese che ottiene il 16º posto in campionato. Il 4 marzo 2014 il Brescia, società dove lavora come direttore sportivo il fratello Andrea, lo ha ingaggiato come allenatore in sostituzione di Cristiano Bergodi. Debutta sulla panchina del Brescia l'8 marzo 2014 in casa contro il Latina, perdendo 0-2. Porta la squadra a un 13º posto finale. Confermato per la stagione successiva, viene esonerato il 15 dicembre con la squadra in zona play-out e la società in gravi condizioni economiche.

## Statistiche

### Statistiche da allenatore
| Stagione            | Squadra          | Campionato       | Campionato | Campionato | Campionato | Campionato | Coppe nazionali | Coppe nazionali | Coppe nazionali | Coppe nazionali | Coppe nazionali | Coppe continentali | Coppe continentali | Coppe continentali | Coppe continentali | Coppe continentali | Altre coppe | Altre coppe | Altre coppe | Altre coppe | Altre coppe | Totale | Totale | Totale | Totale | % Vittorie | Piazzamento            |
| Stagione            | Squadra          | Comp             | G          | V          | N          | P          | Comp            | G               | V               | N               | P               | Comp               | G                  | V                  | N                  | P                  | Comp        | G           | V           | N           | P           | G      | V      | N      | P      | %          | Piazzamento            |
| ------------------- | ---------------- | ---------------- | ---------- | ---------- | ---------- | ---------- | --------------- | --------------- | --------------- | --------------- | --------------- | ------------------ | ------------------ | ------------------ | ------------------ | ------------------ | ----------- | ----------- | ----------- | ----------- | ----------- | ------ | ------ | ------ | ------ | ---------- | ---------------------- |
| 1992-1993           | Sambenedettese   | C1               | 10         | 4          | 3          | 3          | CI-C            | 1               | 0               | 1               | 0               | -                  | -                  | -                  | -                  | -                  | -           | -           | -           | -           | -           | 11     | 4      | 4      | 3      | 36,36      | Sub. eson. Sub. 10°    |
| 1994-1995           | Taranto          | CND              | 34+6       | 22+5       | 5+0        | 7+1        | CID             | 6               | 2               | 3               | 1               | -                  | -                  | -                  | -                  | -                  | -           | -           | -           | -           | -           | 46     | 29     | 8      | 9      | 63,04      | 1° (prom.)             |
| 1995-feb. 1996      | Taranto          | C2               | 23         | 7          | 7          | 9          | CI-C            | 2               | 1               | 0               | 1               | -                  | -                  | -                  | -                  | -                  | -           | -           | -           | -           | -           | 25     | 8      | 7      | 10     | 32,00      | Eson.                  |
| Totale Taranto      | Totale Taranto   | Totale Taranto   | 63         | 34         | 12         | 17         |                 | 8               | 3               | 3               | 2               |                    | -                  | -                  | -                  | -                  |             | -           | -           | -           | -           | 71     | 37     | 15     | 19     | 52,11      |                        |
| 1996-1997           | Trapani          | C1               | 34+2       | 11+0       | 8+2        | 15+0       | CI-C            | 8               | 3               | 4               | 1               | -                  | -                  | -                  | -                  | -                  | -           | -           | -           | -           | -           | 44     | 14     | 14     | 16     | 31,82      | 16° (retr.)            |
| 1997-1998           | Fermana          | C1               | 34         | 11         | 8          | 15         | CI-C            | 4               | 2               | 1               | 1               | -                  | -                  | -                  | -                  | -                  | -           | -           | -           | -           | -           | 38     | 13     | 9      | 16     | 34,21      | 13°                    |
| 1998-1999           | Fermana          | C1               | 34         | 16         | 10         | 8          | CI-C            | 4               | 1               | 1               | 2               | -                  | -                  | -                  | -                  | -                  | -           | -           | -           | -           | -           | 38     | 17     | 11     | 10     | 44,74      | 1° (prom.)             |
| 1999-2000           | Fermana          | B                | 33         | 6          | 9          | 18         | CI              | 6               | 0               | 0               | 6               | -                  | -                  | -                  | -                  | -                  | -           | -           | -           | -           | -           | 39     | 6      | 9      | 24     | 15,38      | Eson. Sub. 20° (retr.) |
| Totale Fermana      | Totale Fermana   | Totale Fermana   | 101        | 33         | 27         | 41         |                 | 14              | 3               | 2               | 9               |                    | -                  | -                  | -                  | -                  |             | -           | -           | -           | -           | 115    | 36     | 29     | 50     | 31,30      |                        |
| 2000-2001           | Catania          | C1               | 11         | 3          | 5          | 3          | CI-C            | 5               | 2               | 2               | 1               | -                  | -                  | -                  | -                  | -                  | -           | -           | -           | -           | -           | 16     | 5      | 7      | 4      | 31,25      | Eson. Sub. eson.       |
| 2001-2002           | Pescara          | C1               | 34+2       | 13+1       | 14+0       | 7+1        | CI+CI-C         | 3+6             | 1+5             | 0+0             | 2+1             | -                  | -                  | -                  | -                  | -                  | -           | -           | -           | -           | -           | 45     | 20     | 14     | 11     | 44,44      | 4°                     |
| 2002-2003           | Pescara          | C1               | 34+4       | 19+2       | 9+1        | 6+1        | CI+CI-C         | 3+2             | 0+1             | 1+0             | 2+1             | -                  | -                  | -                  | -                  | -                  | -           | -           | -           | -           | -           | 43     | 22     | 11     | 10     | 51,16      | 2° (prom.)             |
| 2003-mag. 2004      | Pescara          | B                | 42         | 10         | 12         | 20         | CI              | 3               | 0               | 0               | 3               | -                  | -                  | -                  | -                  | -                  | -           | -           | -           | -           | -           | 45     | 10     | 12     | 23     | 22,22      | Eson.                  |
| Totale Pescara      | Totale Pescara   | Totale Pescara   | 116        | 45         | 36         | 35         |                 | 17              | 7               | 1               | 9               |                    | -                  | -                  | -                  | -                  |             | -           | -           | -           | -           | 115    | 36     | 29     | 50     | 31,30      |                        |
| gen.-mag. 2005      | Pisa             | C1               | 17         | 7          | 6          | 4          | CI-C            | -               | -               | -               | -               | -                  | -                  | -                  | -                  | -                  | -           | -           | -           | -           | -           | 17     | 7      | 6      | 4      | 41,18      | Sub. 9°                |
| 2005-2006           | Frosinone        | C1               | 34+4       | 15+1       | 10+3       | 9+0        | CI+CI-C         | 1+8             | 0+5             | 0+2             | 1+1             | -                  | -                  | -                  | -                  | -                  | -           | -           | -           | -           | -           | 47     | 21     | 15     | 11     | 44,68      | 2° (prom.)             |
| 2006-2007           | Frosinone        | B                | 42         | 12         | 14         | 16         | CI              | 1               | 0               | 0               | 1               | -                  | -                  | -                  | -                  | -                  | -           | -           | -           | -           | -           | 43     | 12     | 14     | 17     | 27,91      | 12°                    |
| Totale Frosinone    | Totale Frosinone | Totale Frosinone | 80         | 28         | 27         | 25         |                 | 10              | 5               | 2               | 3               |                    | -                  | -                  | -                  | -                  |             | -           | -           | -           | -           | 90     | 33     | 29     | 28     | 36,67      |                        |
| 2007-2008           | Ascoli           | B                | 42         | 16         | 14         | 12         | CI              | 5               | 3               | 1               | 1               | -                  | -                  | -                  | -                  | -                  | -           | -           | -           | -           | -           | 47     | 19     | 15     | 13     | 40,43      | 8°                     |
| ago.-dic. 2008      | Cremonese        | 1D               | 16         | 5          | 5          | 6          | CI+CI-LP        | 1+4             | 0+4             | 0+0             | 1+0             | -                  | -                  | -                  | -                  | -                  | -           | -           | -           | -           | -           | 21     | 9      | 5      | 7      | 42,86      | Eson.                  |
| ott. 2009-feb. 2010 | Reggina          | B                | 14         | 5          | 2          | 7          | CI              | 1               | 0               | 0               | 1               | -                  | -                  | -                  | -                  | -                  | -           | -           | -           | -           | -           | 15     | 5      | 2      | 8      | 33,33      | Sub. eson.             |
| ago.-dic. 2010      | Triestina        | B                | 20         | 3          | 8          | 9          | CI              | 1               | 0               | 0               | 1               | -                  | -                  | -                  | -                  | -                  | -           | -           | -           | -           | -           | 21     | 3      | 8      | 10     | 14,29      | Eson.                  |
| feb.-mag. 2013      | Carrarese        | 1D               | 9          | 2          | 2          | 5          | CI+CI-LP        | -               | -               | -               | -               | -                  | -                  | -                  | -                  | -                  | -           | -           | -           | -           | -           | 9      | 2      | 2      | 5      | 22,22      | Sub. 16° (retr.)       |
| mar.-mag. 2014      | Brescia          | B                | 15         | 7          | 1          | 7          | CI              | -               | -               | -               | -               | -                  | -                  | -                  | -                  | -                  | -           | -           | -           | -           | -           | 15     | 7      | 1      | 7      | 46,67      | Sub. 11°               |
| ago.-dic. 2014      | Brescia          | B                | 18         | 4          | 7          | 7          | CI              | 3               | 2               | 0               | 1               | -                  | -                  | -                  | -                  | -                  | -           | -           | -           | -           | -           | 21     | 6      | 7      | 8      | 28,57      | Eson.                  |
| Totale Brescia      | Totale Brescia   | Totale Brescia   | 33         | 11         | 8          | 14         |                 | 3               | 2               | 0               | 1               |                    | -                  | -                  | -                  | -                  |             | -           | -           | -           | -           | 36     | 13     | 8      | 15     | 36,11      |                        |
| Totale carriera     | Totale carriera  | Totale carriera  | 568        | 207        | 165        | 196        |                 | 78              | 32              | 16              | 30              |                    | -                  | -                  | -                  | -                  |             | -           | -           | -           | -           | 646    | 239    | 181    | 226    | 37,00      |                        |

## Palmarès

### Giocatore
- Campionato italiano Serie D: 1

Carpi: 1977-1978 (girone D)

### Allenatore
- Campionato Nazionale Dilettanti: 1

Taranto: 1994-1995 (girone H)
- Scudetto Dilettanti: 1

Taranto: 1994-1995
- Campionato italiano Serie C1: 1

Fermana: 1998-1999 (girone B)